# 鈴木修 (企業家)
鈴木修（日语：／ Suzuki Osamu，1930年1月30日—2024年12月25日）是一名日本企業家，曾兩度擔任鈴木公司社長一職。

## 生平簡歷
1930年（昭和5年）1月30日出生在岐阜縣益田郡下呂町（今下呂市），舊姓為松田。1953年（昭和28年）3月自中央大學法學部法律學科畢業後，旋即進入中央相互銀行（愛知銀行前身）工作。1958年（昭和33年）與鈴木公司第二代社長鈴木俊三之女結婚，入贅鈴木家，改姓鈴木，作為其婿養子。同年4月進入鈴木公司就職。後來一路升遷，直到1978年（昭和53年）6月自叔父鈴木實治郎手中接下第四任社長的棒子。
鈴木修上任後便主導鈴木Alto的上市計劃，尤其1993年推出的鈴木Wagon R更是一炮而紅，一舉將該公司推向輕型車霸主。對於外銷市場，鈴木修也積極搶攻灘頭堡，1990年代便進駐匈牙利設廠，建立馬札爾鈴木公司。特別在亞洲市場，鈴木公司與印度國營企業馬魯蒂·烏德酉葛（馬魯蒂鈴木公司前身）合作，成為該國最大的汽車製造商，市場佔有率高達45%。另一方面，1981年美國汽車巨擘通用汽車購入鈴木的股票，雙方開始合作關係。全盛時期時前者甚至持有後者20.4%的股權，但是2006年3月因財務狀況惡化的通用汽車出售17.4%的鈴木股票以換得2億美元現金，二者的關係漸趨轉淡。
1971年12月起入選日本汽車工業協會理事，1981年3月起擔任中部瓦斯公司董事，1999年6月就任靜岡FM廣播公司董事會會長（2005年6月轉任顧問），同時他也擔任財團法人日印交流協會的理事兼副會長。2000年6月將社長職務交棒給戶田昌男（第5任），復因第6任社長津田紘以健康不佳為由請辭，2008年12月11日回鍋接下第7任社長兼董事會會長。2009年鈴木公司改投入德國福斯集團的懷抱，前者耗資2,200億日圓收購後者19.9%股份，後者也以交叉持股的方式取得前者2.5%的股份。原本雙方各取所需、截長補短，但不到兩年的時間卻出現裂痕，2011年9月鈴木公司要求取消合作關係，福斯卻拒絕售出鈴木之股份，於是雙方鬧上國際商會轄下国际商会国际仲裁院申請仲裁。2015年8月29日仲裁結果出爐，雙方合作關係確認解除，並命令福斯出售所持有鈴木之股票。至於福斯主張鈴木在技術領域發生違約之情況，仲裁結果承認鈴木有部分違約，福斯今後可能向鈴木要求損害賠償。
鈴木修另一個比較廣為人知的形象，就是他是一個現場主義者、現實主義者。經常走訪全國各地的經銷商、保修廠，藉此直接與顧客對話、傾聽顧客的心聲。此外他對政治也相當熱衷，前濱松市市長北脇保之（1999年－2007年）、現任市長鈴木康友等皆受到他的支援；他擔任行財政改革推進審議會第2期會長時也對於地方財政問題提出嚴厲的指謫。由於他的經營手腕引起傳播媒體高度的注目，《日本經濟新聞》、《日經商業》、《日經特別坎柏利亞宮殿》等報章雜誌或電視節目頻繁刊載其消息。

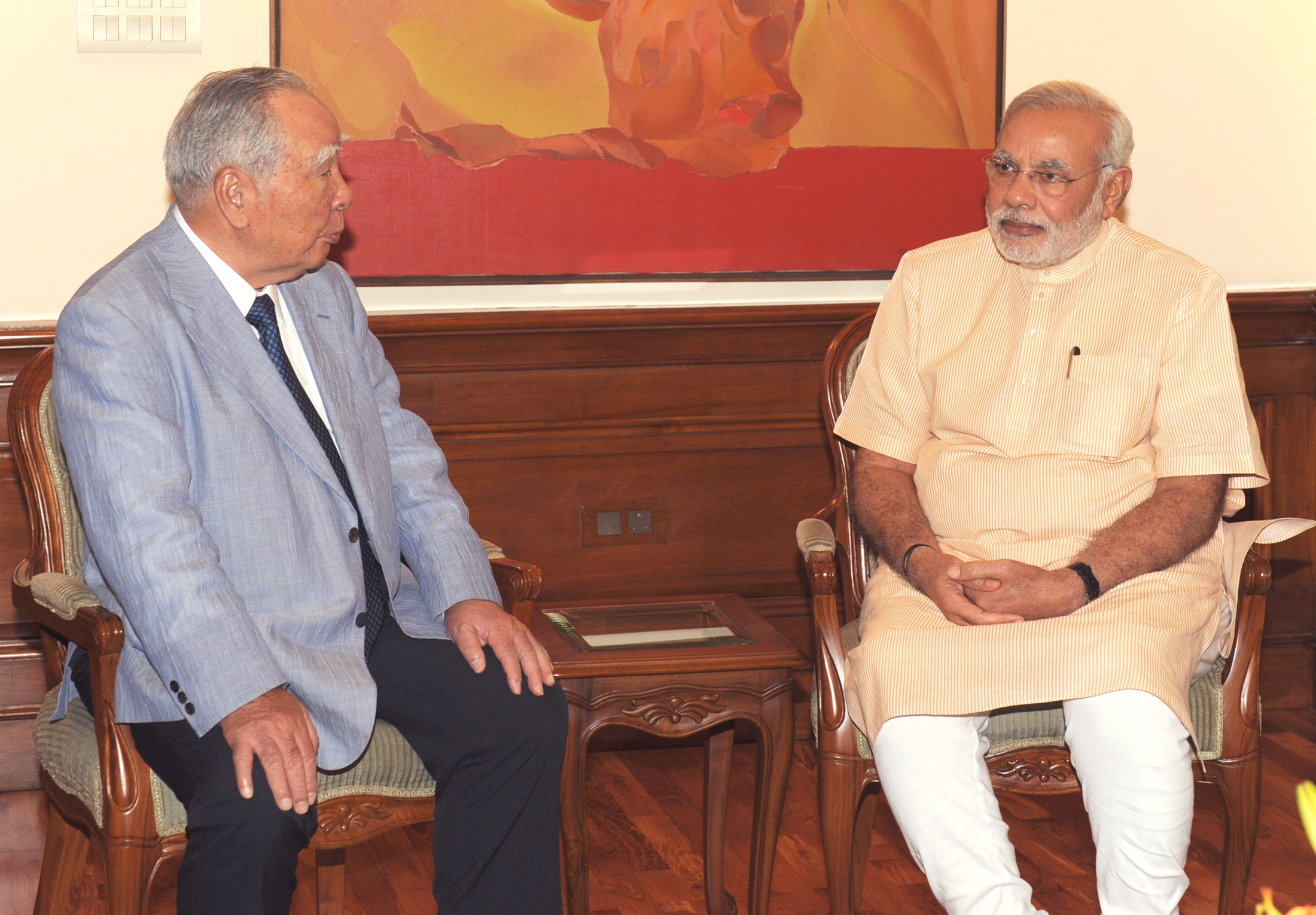
印度總理納倫德拉·莫迪（右）與鈴木修（左）於2014年7月會談

2015年6月30日鈴木修卸下第七任社長之職，改由長男鈴木俊宏接手第八任社長，自己則是董事會會長兼CEO。2021年6月卸任會長職務，於2024年12月25日因淋巴癌逝世，享耆壽94歲。

## 榮譽

### 日本勋章奖章
- 藍綬褒章（1987年11月）
- 勋二等旭日重光章（2000年4月）

### 外国勋章奖章
- 匈牙利共和国功绩佩星中十字勋章（匈牙利语：Magyar Érdemrend）（匈牙利，2004年5月18日于布达佩斯匈牙利议会大厦颁发[9]）
- 蓮花裝勳章（印度，2007年3月23日于新德里颁发[10]）
- 匈牙利功绩大十字勋章（匈牙利语：Magyar Érdemrend）（匈牙利，2020年3月批准，2022年6月8日于布达佩斯匈牙利议会大厦颁发[11])

## 著作
- 《俺は、中小企業のおやじ》，鈴木修著，日本經濟新聞出版社，2009年2月24日，ISBN 978-4532314385。

## 外部連結
- （日語）スズキ株式会社沿革 （页面存档备份，存于）

| 鈴木公司歷代社長  |                                |                 |
| 前任： 鈴木實治郎 | 第4任社長 1978年6月－2000年6月 | 繼任： 戶田昌男 |

| 鈴木公司歷代社長 |                                |                 |
| 前任： 津田紘    | 第7任社長 2008年12月-2015年6月 | 繼任： 鈴木俊宏 |